# Кочаровская, Ольга Анатольевна
Ольга Анатольевна Кочаровская — российский и американский физик, профессор, доктор физико-математических наук. Научные интересы Ольги Кочаровской сосредоточены на квантовой, когерентной и нелинейной оптике, квантовой информатике, аттосекундной физике и рентгеновской оптике. Она внесла значительный вклад в области электромагнитно-индуцированной прозрачности, лазерной генерации без инверсии и когерентного контроля ядерных переходов. Лауреат премии Уиллиса Лэмба (1998) и приза Нормана Ф. Рэмси в области атомной, молекулярной и оптической физики Американского физического общества (2023).

## Биография
Окончила Горьковский университет в 1978 году и его аспирантуру в 1986 году. Защитила кандидатскую (1986) и докторскую (1996) диссертации:
- Низкочастотные резонансные эффекты при когерентном взаимодействии интенсивного полигармонического излучения с квантовыми системами : диссертация … кандидата физико-математических наук : 01.04.03. — Горький, 1986. — 178 с. : ил.
- Лазеры без инверсии населенностей : диссертация … доктора физико-математических наук : 05.27.03. — Нижний Новгород, 1996. — 335 с. : ил.

С 1986 года работала научным сотрудником, с 1992 года — старшим научным сотрудником, с 1996 года — ведущим научным сотрудником в Институте прикладной физики РАН. С 1990 по 1996 год была приглашённым профессором в Брюссельском свободном университете. В 1998 году начала работу в Техасском университете как ассоциированный профессор, в 2001 году стала полным профессором, а в 2007 году — заслуженным профессором.
Заслуженный член (fellow) Американского оптического общества (1997) и Американского физического общества (2005). В 2023 году О. А. Кочаровская получила приз Нормана Ф. Рэмси в области атомной, молекулярной и оптической физики, а также прецизионных испытаний фундаментальных законов и симметрий Американского физического общества за «За новаторскую работу в области квантовой когерентности и рентгеновской квантовой оптики».

## Публикации
О. А. Кочаровская является автором более 200 научных работ.
Избранные рускоязычные публикации:
- Модуляция мессбауэровского излучения импульсным лазерным возбуждением. Ф. Г. Вагизов, Э. К. Садыков, О. А. Кочаровская. Письма в ЖЭТФ, 96:12 (2012), 905—909
- Определение вероятности безотдачного поглощения гамма-квантов ядрами в твердых телах методом задержанных совпадений. Ф. Г. Вагизов, Э. К. Садыков, В. В. Аринин, О. А. Кочаровская. Учен. зап. Казан. ун-та. Сер. Физ.-матем. науки, 152:1 (2010), 33-48
- Прозрачность тонкого поглотителя в мессбауэровской оптике; роль электронной релаксации. Э. К. Садыков, В. В. Аринин, Ф. Г. Вагизов, О. А. Кочаровская. Письма в ЖЭТФ, 88:6 (2008), 436—441
- Контролируемая квантовая интерференция мессбауэровского излучения при резонансном рассеянии. Э. К. Садыков, А. А. Юричук, Ф. Г. Вагизов, О. А. Кочаровская. Письма в ЖЭТФ, 84:4 (2006), 203—207
- РЧ контролируемая квантовая интерференция на мессбауэровских переходах. Э. К. Садыков, В. В. Аринин, Ф. Г. Вагизов, О. А. Кочаровская. Учён. зап. Казан. гос. ун-та. Сер. Физ.-матем. науки, 148:1 (2006), 30-50
- Когерентные низкочастотные эффекты в трехуровневых средах с асимметричными оптическими переходами. О. А. Кочаровская. Квантовая электроника, 17:1 (1990), 20-27
- О возможности генерации ультракоротких импульсов при синхронизации мод лазера ВКР-фильтром. О. А. Кочаровская, Я. И. Ханин, В. Б. Цареградский. Квантовая электроника, 13:1 (1986), 193—195
- Синхронизация мод лазера при их взаимодействии в резонансной среде с расщепленным уровнем. О. А. Кочаровская, Я. И. Ханин, В. Б. Цареградский. Квантовая электроника, 12:6 (1985), 1227—1234.